# Next Door (film, 2021)
Pour plus de détails, voir Fiche technique et Distribution.
Next Door (Nebenan) est un film allemand réalisé par Daniel Brühl, sorti en 2021. Il s'agit du premier long métrage réalisé par Daniel Brühl.
Il est présenté en sélection officielle à la Berlinale 2021.

## Synopsis
Daniel est une star de cinéma. Il est confronté à son voisin, Bruno. Ce dernier va lui faire des révélations qui menacent sa carrière et sa vie privée.

## Fiche technique
Sauf indication contraire, les informations mentionnées dans cette section peuvent être confirmées par la base de données cinématographiques IMDb,  présente dans la section « Liens externes ».
- Titre original : Nebenan
- Titre français : Next Door
- Réalisation : Daniel Brühl
- Scénario : Daniel Kehlmann
- Direction artistique : Sabine Engelberg
- Décors : Susanne Abel
- Photographie : Jens Harant
- Musique : Moritz Friedrich et Jakob Grunert
- Montage : Marty Schenk
- Production : Daniel Brühl et Malte Grunert

Producteurs délégués : Annegret Weitkämper-Krug
Coproducteur : Willi Geike et Klaus Dohle
- Société de production : Amusement Park Films, Erfttal Film, Gretchenfilm et Warner Bros. Film Productions Germany
- Distribution : Warner Bros.
- Pays d'origine :  Allemagne
- Format : couleurs - 35 mm
- Genre : comédie dramatique noire
- Durée : 92 minutes
- Date de sortie :
  - Allemagne : 1er mars 2021 (Berlinale 2021)
  - France : 29 décembre 2021

## Distribution
- Daniel Brühl (VF : Damien Witecka) : Daniel
- Peter Kurth (VF : Bernard Métraux) : Bruno
- Rike Eckermann (VF : Béatrice Delfe) : Hilde
- Aenne Schwarz (VF : Juliette Degenne) : Clara
- Vicky Krieps : une actrice

## Production
Le tournage a lieu en Allemagne, notamment à Berlin, essentiellement dans un débit de boisson.

## Réception
- « En attendant son chauffeur, Daniel se rend au bar du coin sans savoir qu'il est suivi par son mystérieux voisin, Bruno. Cette rencontre préméditée va emmener Daniel vers les recoins sombres de son intimité. Bruno est bien décidé à lui faire vivre un enfer[...] Comédie noire, thriller, drame, huis-clos psychologique, le film de Daniel Brühl est tout ça et en sus, une réflexion pleine de malice et d’intelligence sur les comédiens comme sur l’être humain en général, formulée par un artiste qui ne manque pas d’autodérision et de perspicacité. »[3]
- « Cette comédie est, dit-il, un « eastern », un western qui se passe à Berlin, une joute entre deux hommes, deux voisins, l'un poussant l’autre à se dévoiler, à révéler ses secrets, bassesses et hypocrisies »[4]

## Distinction
- Berlinale 2021 : sélection en compétition